# Prêmio Multishow de Música Brasileira 2002
O Prêmio Multishow de Música Brasileira 2002 foi a nona edição da premiação realizada pelo canal de televisão Multishow. Ocorreu em 4 de junho de 2002 e foi transmitido ao vivo do Theatro Municipal do Rio de Janeiro.
Uma nova categoria foi adicionada à premiação: Melhor DVD. A grande homenageada desta edição foi a cantora Cássia Eller, que falecera no fim do ano anterior. Cássia obteve um prêmio póstumo na categoria Melhor CD. Francisco, filho da cantora, e Maria Eugênia, companheira, subiram ao palco para receber o troféu.

## Categorias
| Categoria             | Vencedor                                                | Indicados |
| --------------------- | ------------------------------------------------------- | --- |
| Melhor Cantor         | Roberto Carlos                                          | - Arnaldo Antunes - Caetano Veloso - Leonardo - Lulu Santos                                                                          |
| Melhor Cantora        | Sandy                                                   | - Ana Carolina - Daniela Mercury - Ivete Sangalo - Marisa Monte                                                                      |
| Melhor Música         | Daniela Mercury — Mutante                               | - Ivete Sangalo — Festa - Leonardo — Todas as Coisas do Mundo - Marisa Monte — A Sua - Rita Lee — Pra Você Eu Digo Sim               |
| Melhor Clipe          | Arnaldo Antunes — Essa Mulher                           | - Ira! — Entre Seus Rins - KLB — Minha Timidez - Leonardo — Todas as Coisas do Mundo - Sandy & Júnior — O Amor Faz                   |
| Melhor Show           | Sandy & Junior                                          | - Cássia Eller - KLB - Skank - Zeca Pagodinho                                                                                        |
| Melhor CD             | Cássia Eller — Acústico MTV                             | - Arnaldo Antunes — Paradeiro - Los Hermanos — Bloco do Eu Sozinho - Roberto Carlos — Acústico MTV - Sandy & Junior — Sandy & Junior |
| Melhor DVD            | Marisa Monte — Memórias, Crônicas e Declarações de Amor | - Adriana Calcanhotto - Caetano Veloso - Cássia Eller - Legião Urbana                                                                |
| Revelação Solo        | Luciana Mello                                           | - Frejat - Kelly Key - Paula Lima - Robinson Monteiro                                                                                |
| Revelação Grupo       | SNZ                                                     | - Cajamanga - CPM22 - Lampirônicos - Peixelétrico                                                                                    |
| Melhor Grupo          | Titãs                                                   | - Capital Inicial - Ira! - KLB - Skank                                                                                               |
| Melhor Instrumentista | Edgar Scandurra (Ira!)                                  | - Davi Moraes - Igor Cavalera (Sepultura) - John Ulhoa (Pato Fu) - Lenine                                                            |